# 圭亞那太空中心
圭亞那太空中心（法語：Centre Spatial Guyanais，縮寫：CSG），又稱歐洲太空港（英語：Europe's Spaceport），是法國與歐洲太空總署共同營運的航天發射場，位於法國圭亞那的庫魯與錫納馬里兩市交界處。該中心由法國國家太空研究中心（CNES）於1968年4月8日首次發射Véronique火箭後正式啟用，旨在替代因埃維昂協議而關閉的阿爾及利亞哈馬吉爾發射場，最初用於發射法國鑽石運載火箭與探空火箭。
該中心佔據獨特地理優勢，地處北緯5度的赤道附近，向東可發射地球靜止軌道衛星（每年發射窗口達350天），向北則適合太陽同步軌道任務。其赤道位置使地球同步轉移軌道發射任務的運載能力較卡納維拉爾角提升約15%。2024年時，該中心擁有兩座現役發射台（分別用於亞利安6號和織女星運載火箭），並設有固體火箭推進劑製造廠與發動機測試台。
作為歐洲主要航天樞紐，該中心由法國國家太空研究中心（場地所有者）、亞利安太空公司與歐洲太空總署共同管理，承擔歐洲太空總署70%的商業衛星發射任務。1979年亞利安1號首飛成功後，該中心憑藉亞利安火箭系列在1980-2010年代主導全球商業發射市場，年均發射量維持約9次。但隨着SpaceX可重用獵鷹9號火箭的競爭，其市場份額在2020年代面臨挑戰。2022年俄羅斯入侵烏克蘭導致俄羅斯航太中止從該中心發射聯盟號運載火箭，並影響織女星-C的烏克蘭製上面級供應。
太空中心的安保由法國外籍兵團第3外籍步兵團負責，配備雷達監測系統與防空設施。據統計，該中心直接與間接僱用當地16%勞動力（2011年數據），成為法屬圭亞那重要經濟支柱。2021年完成的亞利安6號專用發射台，標誌着歐洲自主進入太空能力的新階段。

## 外部連結
- 官方网站 （法語）
- 圭亞那太空中心官方網站（英文）
- 圭亞那太空中心介紹（歐洲太空總署）（页面存档备份，存于）（英文）
- 亞利安火箭發射計畫（亞利安航太）（英文）